# Saint-Paul-de-Fenouillet
Saint-Paul-de-Fenouillet település Franciaországban, Pyrénées-Orientales megyében. Lakosainak száma 1740 fő (2022. január 1.). Saint-Paul-de-Fenouillet Cubières-sur-Cinoble, Duilhac-sous-Peyrepertuse, Soulatgé, Maury, Lesquerde, Saint-Martin-de-Fenouillet, Fosse, Caudiès-de-Fenouillèdes és Prugnanes községekkel határos.

## Népesség
A település népessége az elmúlt években az alábbi módon változott:
| Lakosok száma | 1872 | 1812 | 1826 | 1812 | 1800 | 1790 | 1779 | 1757 | 1740 |
|               | 2013 | 2015 | 2016 | 2017 | 2018 | 2019 | 2020 | 2021 | 2022 |